# لیندیتا (خواننده)
لیندیتا (به انگلیسی: Lindita) (زاده ۲۴ مارس ۱۹۸۹) خواننده کوزوویی است.
او در مسابقه آواز یوروویژن ۲۰۱۷ نماینده کوزوو بود.